# División de Honor Andaluza 2017-18
La temporada 2017-18 de la División de Honor Andaluza de fútbol corresponde a la segunda edición de este campeonato que ocupa el quinto nivel en el sistema de ligas de fútbol de España en Andalucía. Comenzó el 3 de septiembre de 2017 y finalizó el 20 de mayo de 2018.

## Sistema de competición
La liga consta de 36 clubes distribuidos por proximidad geográfica en dos grupos de 18 equipos cada uno, en el grupo 1 se incluyen los equipos de las provincias de Cádiz, Córdoba, Huelva y Sevilla; mientras que en el grupo 2 se incluyen los equipos de las provincias de Almería, Granada, Jaén y Málaga. En el grupo 1 los tres primeros clasificados ascienden directamente a Tercera División, mientras que en el grupo 2 ascienden los dos primeros clasificados para dejar un cupo en Tercera División a un club de Melilla.
Los cuatro últimos clasificados de cada grupo descienden directamente a Primera Andaluza.

## Clasificaciones

### Grupo 1
| Pos. | Equipo                         | Pts. | PJ | G  | E  | P  | GF | GC | Dif. |                             |
| ---- | ------------------------------ | ---- | -- | -- | -- | -- | -- | -- | ---- | --------------------------- |
| 1    | Xerez Deportivo F. C. (C, A)   | 74   | 34 | 23 | 5  | 6  | 59 | 18 | +41  | Ascenso a Tercera División  |
| 2    | Coria C. F. (A)                | 65   | 34 | 19 | 9  | 6  | 56 | 33 | +23  | Ascenso a Tercera División  |
| 3    | Conil C. F. (A)                | 62   | 34 | 18 | 8  | 8  | 51 | 30 | +21  | Ascenso a Tercera División  |
| 4    | U. P. Viso                     | 53   | 34 | 13 | 14 | 7  | 50 | 33 | +17  |                             |
| 5    | Atlético Antoniano             | 50   | 34 | 15 | 5  | 14 | 37 | 42 | −5   |                             |
| 6    | C. D. Pozoblanco               | 49   | 34 | 14 | 7  | 13 | 41 | 44 | −3   |                             |
| 7    | Olímpica Valverdeña C. F.      | 48   | 34 | 14 | 6  | 14 | 39 | 46 | −7   |                             |
| 8    | C. D. San Roque                | 47   | 34 | 13 | 8  | 13 | 46 | 49 | −3   |                             |
| 9    | A. D. San José                 | 45   | 34 | 11 | 12 | 11 | 47 | 37 | +10  |                             |
| 10   | Isla Cristina F. C.            | 44   | 34 | 13 | 6  | 15 | 43 | 55 | −12  |                             |
| 11   | C. D. Rota                     | 45   | 34 | 13 | 6  | 15 | 50 | 58 | −8   |                             |
| 12   | La Palma C. F.                 | 44   | 34 | 12 | 8  | 14 | 53 | 58 | −5   |                             |
| 13   | Atlético Algabeño              | 44   | 34 | 12 | 9  | 13 | 38 | 43 | −5   |                             |
| 14   | A. D. Cartaya                  | 43   | 34 | 11 | 11 | 12 | 40 | 30 | +10  |                             |
| 15   | Montilla C. F. (D)             | 34   | 34 | 7  | 13 | 14 | 42 | 53 | −11  | Descenso a Primera Andaluza |
| 16   | Estrella San Agustín C. F. (D) | 32   | 34 | 8  | 8  | 18 | 33 | 52 | −19  | Descenso a Primera Andaluza |
| 17   | Chiclana Industrial C. F. (D)  | 32   | 34 | 8  | 8  | 18 | 35 | 46 | −11  | Descenso a Primera Andaluza |
| 18   | C. D. Ciudad Jardín (D)        | 27   | 34 | 6  | 9  | 19 | 26 | 59 | −33  | Descenso a Primera Andaluza |

Actualizado a los partidos jugados el 20 de mayo de 2018.
 Fuente: LaPreferente

### Grupo 2
| Pos. | Equipo                               | Pts. | PJ | G  | E  | P  | GF | GC | Dif. |                                                        |
| ---- | ------------------------------------ | ---- | -- | -- | -- | -- | -- | -- | ---- | ------------------------------------------------------ |
| 1    | C. D. Torreperogil (C, A)            | 76   | 34 | 25 | 1  | 8  | 80 | 35 | +45  | Ascenso a Tercera División                             |
| 2    | Alhaurín de la Torre C. F. (A)       | 73   | 34 | 22 | 7  | 5  | 71 | 32 | +39  | Ascenso a Tercera División                             |
| 3    | C. P. Almería (A)                    | 68   | 34 | 20 | 8  | 6  | 67 | 28 | +39  | Ascenso a Tercera División por disponibilidad de plaza |
| 4    | C. D. Alhaurino (A)                  | 68   | 34 | 21 | 6  | 7  | 69 | 33 | +36  | Ascenso a Tercera División por disponibilidad de plaza |
| 5    | Atlético Porcuna C. F.               | 67   | 34 | 21 | 4  | 9  | 52 | 34 | +18  |                                                        |
| 6    | C. D. Adra Milenaria                 | 49   | 34 | 15 | 4  | 15 | 51 | 47 | +4   |                                                        |
| 7    | A. D. Malaka C. F.                   | 48   | 34 | 13 | 10 | 11 | 45 | 49 | −4   |                                                        |
| 8    | CDyC Estudiantes de Almería          | 46   | 34 | 12 | 10 | 12 | 66 | 57 | +9   |                                                        |
| 9    | Berja C. F.                          | 46   | 34 | 13 | 7  | 14 | 55 | 51 | +4   |                                                        |
| 10   | C. D. Estepona F. S.                 | 43   | 34 | 12 | 8  | 14 | 47 | 50 | −3   |                                                        |
| 11   | C. D. Navas                          | 43   | 34 | 13 | 4  | 17 | 49 | 58 | −9   |                                                        |
| 12   | Arenas de Armilla CyD                | 40   | 34 | 10 | 10 | 14 | 42 | 48 | −6   |                                                        |
| 13   | C. D. Atlético Monachil              | 40   | 34 | 12 | 4  | 18 | 49 | 75 | −26  |                                                        |
| 14   | Cúllar Vega C. F.                    | 39   | 34 | 12 | 3  | 19 | 46 | 62 | −16  |                                                        |
| 15   | C. D. Athletic de Coín               | 38   | 34 | 10 | 8  | 16 | 53 | 58 | −5   |                                                        |
| 16   | U. D. Pavía (D)                      | 28   | 34 | 8  | 5  | 21 | 33 | 66 | −33  | Descenso a Primera Andaluza                            |
| 17   | C. D. Churriana de la Vega C. F. (D) | 24   | 34 | 8  | 3  | 23 | 42 | 77 | −35  | Descenso a Primera Andaluza                            |
| 18   | Roquetas C. F. 2016 (D)              | 22   | 34 | 6  | 4  | 24 | 32 | 89 | −57  | Descenso a Primera Andaluza                            |

Actualizado a los partidos jugados el 20 de mayo de 2018.
 Fuente: LaPreferente
El C. D. Athletic de Coín perdió la categoría pero la recuperó gracias a los ascensos a Tercera División.

El CDyC Estudiantes de Almería pasó a denominarse C. D. Oriente para laa temporada siguiente.